# Институт по история на БКП
Институтът по история на БКП към ЦК на БКП, съкращаван като ИИБКП между 1953 и 1990 г., в София е историко-партиен институт за история на Българската комунистическа партия по време на нейното управление на Народна република България. След 1969 г. институтът е част от АОНСУ.
Това е научен институт, който обслужва управляващата тогава БКП, извършва проучвания и създава материали и изследвания от позицията на „класово-партиен подход“ за утвърждаване на ръководната роля на БКП в българския обществено-политически живот и създаване на българската марксическа историография. В тази си дейност ИИБКП не е част от научната общност в БАН или университетите, а е пряко ръководен от политическите звена към ЦК на БКП. 
В института са работили:
- Рубен Аврамов;
- Йордан Йотов;
- Георги Първанов;
- Евгений Дайнов;
- Огнян Шентов.